# Campeonato Panamericano de Taekwondo de 2010
El XVI Campeonato Panamericano de Taekwondo se celebró en Monterrey (México) en 2010 bajo la organización de la Unión Panamericana de Taekwondo.
En total se disputaron en este deporte dieciséis pruebas diferentes, ocho masculinas y ocho femeninas.

## Resultados

### Masculino
| Evento | Oro                                | Plata                               | Bronce                                                             |
| ------ | ---------------------------------- | ----------------------------------- | ------------------------------------------------------------------ |
| –54 kg | César Román Rodríguez · México     | Camilo Pérez Jiménez · Chile        | Cleiver Olaizola · Venezuela · Audy Muller · Antillas Neerlandesas |
| –58 kg | Márcio Wenceslau · Brasil          | Guillermo Pérez Sandoval · México   | Maikol Pinto · Canadá · Óscar Muñoz Oviedo · Colombia              |
| –63 kg | Alfonso Victoria Espinosa · México | Frederico José Rosal · Guatemala    | Kirk Causadias · Panamá · Simon Cox · Canadá                       |
| –68 kg | Peter López Santos · Perú          | Erick Osornio · México              | Siddhartha Bhat · Canadá · Danny Miranda · Venezuela               |
| –74 kg | Javier Medina · Venezuela          | Sergio Pascolino Argentina          | Luis Alberto Castiblanco · Colombia · Christopher Iliesco · Canadá |
| –80 kg | Sébastien Michaud · Canadá         | Carlos Vásquez Carvajal · Venezuela | José Luis Ramírez · México · Stuart Smit · Aruba                   |
| –87 kg | François Coulombe-Fortier · Canadá | Ángel Román Martínez Puerto Rico    | Carlos Liebig · Chile · Arturo Farías Edroso · México              |
| +87 kg | Kristopher Moitland · Costa Rica   | Leonardo dos Santos · Brasil        | Michael Kitschke · Canadá · Salvador Pérez Rodríguez · México      |

### Femenino
| Evento | Oro                                 | Plata                               | Bronce                                                         |
| ------ | ----------------------------------- | ----------------------------------- | -------------------------------------------------------------- |
| –46 kg | Katia Arakaki · Brasil              | Itzel Manjarrez · México            | Yvette Yong · Canadá · Melissa Berrios Rozas · Chile           |
| –49 kg | Jannet Alegría · México             | Fernanda Silva · Brasil             | Yeny Contreras · Chile · Julissa Diez Canseco · Perú           |
| –53 kg | Ivett Gonda · Canadá                | Talisca Jezierski · Brasil          | Olivia Puente Salazar · México · Katherine Reyes · Venezuela   |
| –57 kg | Rafaela Vieira de Araújo · Brasil   | Laura Vanessa Vásquez · El Salvador | Débora Hait · Argentina · Euda Carías · Guatemala              |
| –62 kg | Karine Sergerie · Canadá            | Coralia Abadía · Guatemala          | Mónica Chávez Rivera · México · Aurora Román · Puerto Rico     |
| –67 kg | Melissa Pagnotta · Canadá           | Asunción Ocasio Puerto Rico         | Edna Díaz · México · Keyla Ávila · Honduras                    |
| –73 kg | María del Rosario Espinoza · México | Sandra Vanegas · Colombia           | Magdalena Szczotka · Canadá · Patricia Figueroa Pinto · Chile  |
| +73 kg | Guadalupe Ruiz López · México       | Daria Peregoudova · Canadá          | Carolina Fernández · Venezuela · Lorena Díaz Moreno · Colombia |

## Medallero
| Núm. | País                  | Oro | Plata | Bronce | Total |
| ---- | --------------------- | --- | ----- | ------ | ----- |
| 1    | México                | 5   | 3     | 6      | 14    |
| 2    | Canadá                | 5   | 1     | 7      | 13    |
| 3    | Brasil                | 3   | 3     | 0      | 6     |
| 4    | Venezuela             | 1   | 1     | 4      | 6     |
| 5    | Perú                  | 1   | 0     | 1      | 2     |
| 6    | Costa Rica            | 1   | 0     | 0      | 1     |
| 7    | Guatemala             | 0   | 2     | 1      | 3     |
| 7    | Puerto Rico           | 0   | 2     | 1      | 3     |
| 9    | Chile                 | 0   | 1     | 4      | 5     |
| 10   | Colombia              | 0   | 1     | 3      | 4     |
| 11   | Argentina             | 0   | 1     | 1      | 2     |
| 12   | El Salvador           | 0   | 1     | 0      | 1     |
| 13   | Antillas Neerlandesas | 0   | 0     | 1      | 1     |
| 13   | Aruba                 | 0   | 0     | 1      | 1     |
| 13   | Honduras              | 0   | 0     | 1      | 1     |
| 13   | Panamá                | 0   | 0     | 1      | 1     |
|      | TOTAL                 | 16  | 16    | 32     | 64    |